# Веллінгбю (станція метро)
59°21′50″ пн. ш. 17°52′14″ сх. д. / 59.363889° пн. ш. 17.870556° сх. д.
«Веллінгбю» (швед. Vällingby) — станція Зеленої лінії Стокгольмського метрополітену, обслуговується поїздами маршруту Т19. Відстань до станції «Слюссен» становить 16 км. Пасажиропотік станції в будні дні — 12 250 осіб (2019).

## Історія
Станція відкрита 26 жовтня 1952 року в складі дільниці від станції «Гетор'єт» як тимчасова. 6 квітня 1954 року відкрита як постійна діюча станція. 
1 листопада 1956 року лінія була подовжена далі на захід — до станції «Гессельбю-горд». 
.
Розташування: мікрорайон Веллінгбю, що є частиною району Гессельбю-Веллінгбю на заході міста Стокгольм.
Конструкція: відкрита наземна станція з двома прямими острівними платформами.

## Колійний розвиток
Станція має три колії. Електродепо метрополітену «Веллінгбю» розташоване на схід від станції, до якого від центра станції прокладено ССГ.